# Краби
Краби, Крабівці, Куцохвості раки, у 1928 році запропонована назва Короткокадовбові раки (Brachyura) — інфраряд десятиногих ракоподібних, у переважної більшості яких задня частина тіла («хвіст») дуже вкорочена, через що вони дістали наукову назву Brachyura (від грец. βραχύ — «короткий», ουρά — «хвіст»), це тварини, в яких черевце повністю сховане під головогрудьми. Зазвичай краби мають дуже товстий зовнішній скелет та пару клешень. Поширені в усіх океанах, також існує багато прісноводних та сухопутних крабів, особливо в тропіках. Розміри крабів змінюються у великих межах: так краб-горох сягає лише кількох міліметрів завширшки, тоді як розмах кінцівок японського краба-павука може становити чотири метри.

## Будова
У крабів п'ять пар ніг, перша з яких перетворилася на клешні, і не бере участі в пересуванні. Майже в усіх крабів черевце сховане під головогрудьми (цефалотораксом). Ротові органи крабів прикриті пласкими максиліпедами, а передня частина карапакса не утворює довгого роструму. Зябра представлені пласкими утвореннями (філобранхії), які схожі на зябра креветок, але мають іншу будову.
У більшості крабів добре виражений статевий диморфізм, тому самців і самок легко розрізняти. У самців черевце, яке сховане під цефалоторакс, вузеньке, а в самок, навпаки, черевце набагато ширше через більшу кількість плеоподів. Таке пристосування потрібне самкам для виношування запліднених яєць (властиво всім плеоціематам). У видів, в яких не прослідковується статевий диморфізм за шириною черевця, самців від самок можна відрізнити за розташуванням гонопорів. У самок вони розташовані на третьому перейоподі або поблизу нього на стерніті (у вищих крабів), а у самців гонопори розташовані біля основи п'ятого перейоподу або поблизу нього на стерніті (у вищих крабів).

## Живлення
Краби є всеїдними. Живляться переважно водоростями, але при нагоді різні види крабів можуть поїдати також молюсків, червів, інших ракоподібних, гриби, бактерій і детрит. В багатьох видів крабів наявність в раціоні як рослинної, так і тваринної їжі веде до прискоренного розвитку та більшої стійкості до несприятливих умов середовища.

## Вилов крабів

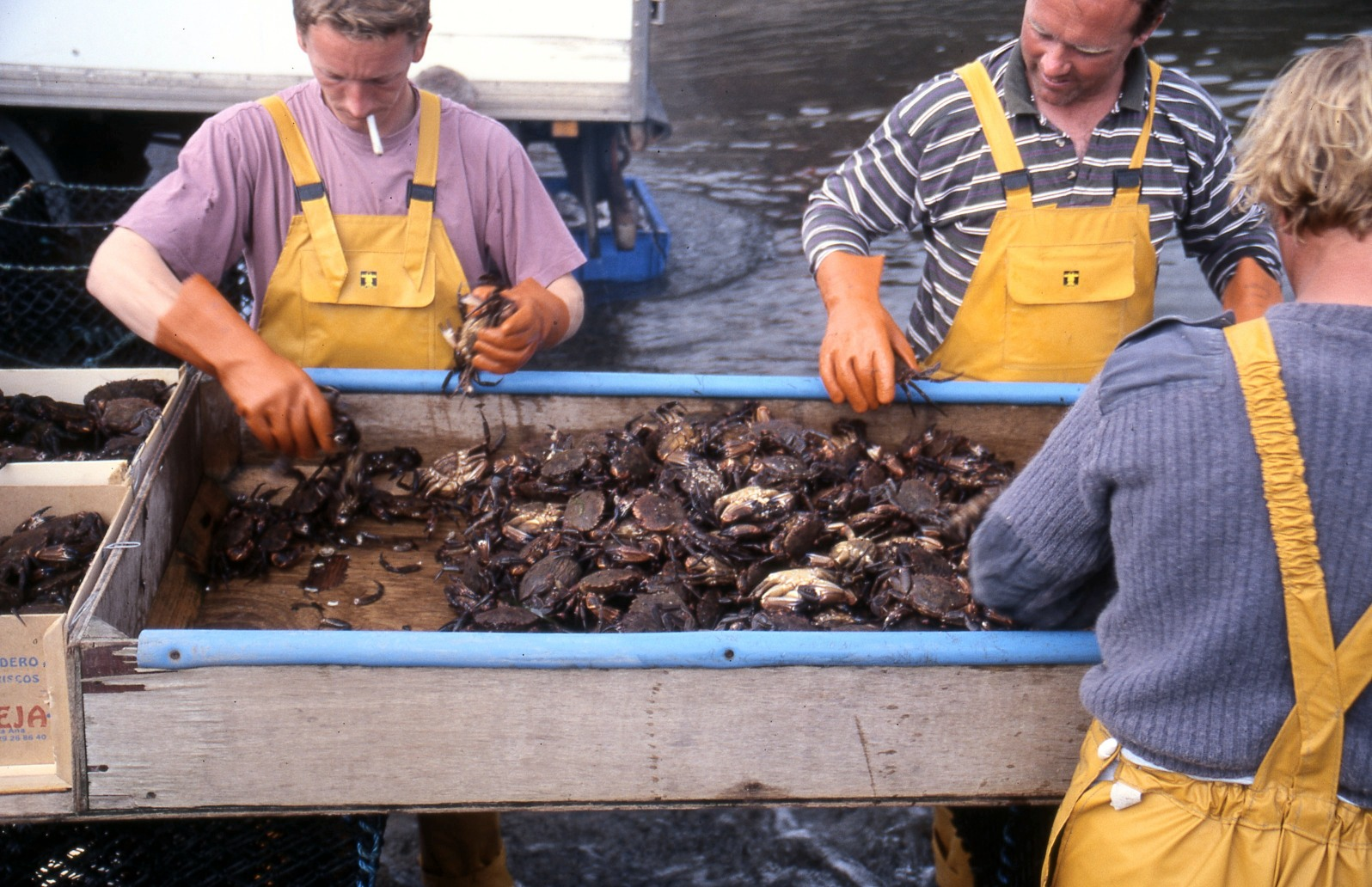
Вилов крабів в Шотландії

Краби становлять до 20 % усіх морських ракоподібних, яких ловлять або штучно розводять по всьому світу. Щорічно споживають понад 1,5 млн тонн крабів, причому споживання виду Portunus trituberculatus становить п'яту частину цього числа.

## Еволюція та класифікація
До інфракласу Brachyura входить близько 70 родин, стільки ж, скільки всіх інших десятиногих. Еволюція крабів характеризується зміцненням покривів тіла та редукцією черевця (у деяких групах напрям еволюції подібний, але ніколи не досягає таких темпів та розвитку). Тельсон у крабів втратив функціональність, а уроподи зовсім відсутні, і, можливо, перетворилися на невеличкі органи, що підтримують редуковане черевце під цефалотораксом.
У більшості десятиногих раків гонопори (статеві отвори) розташовані на ногах. Але у крабів їх розташування змінилося, оскільки для передачі сімені вони використовують перші дві пари плеоподів (додатки черевця). Оскільки черевце самців стало вузьким, гонопори змістилися від ніг до центру черевця. Подібна зміна відбулася незалежно і в самок.
Перші викопні рештки, які можна віднести до крабів, відомі з юрського періоду. Точно були крабами представники родини Callichimaeridae з крейдового періоду. Цілком можливо, що до примітивних крабів належав і кам'яновугільний рід Imocaris, описаний лише за карапаксом. Радіацію крабів можна пояснити розділенням Гондвани або одночасною радіацією кісткових риб — найголовніших хижаків крабів.
Близько 850 видів крабів прісноводні, сухопутні або напівсухопутні. Їх знайдено по всьому світу в тропіках та субтропіках. Раніше вважали, що всі вони споріднені, але тепер їх розділяють щонайменше на дві великі групи, одна в Старому Світі, інша в Новому.

### Надродини
Кількість сучасних і вимерлих (†) видів подано в дужках.
- Секція Dromiacea
  - Dakoticancroidea (6†)
  - Dromioidea (147, 85†)
  - Glaessneropsoidea (45†)
  - Homolodromioidea (24, 107†)
  - Homoloidea (73, 49†)
- Секція Raninoida (46, 196†)
- Секція Cyclodorippoida (99, 27†)
- Секція Eubrachyura
  - Підсекція Heterotremata
  - Aethroidea (37, 44†)
  - Bellioidea (7)
  - Bythograeoidea (14)
  - Calappoidea (101, 71†)
  - Cancroidea (57, 81†)
  - Carpilioidea (4, 104†)
  - Cheiragonoidea (3, 13†)
  - Corystoidea (10, 5†)
  - Componocancroidea (1†)
  - Dairoidea (4, 8†)
  - Dorippoidea (101, 73†)
  - Eriphioidea (67, 14†)
  - Gecarcinucoidea (349)
  - Goneplacoidea (182, 94†)
  - Hexapodoidea (21, 25†)
  - Leucosioidea (488, 113†)
  - Majoidea (980, 89†)
  - Orithyioidea (1)
  - Palicoidea (63, 6†)
  - Parthenopoidea (144, 36†)
  - Pilumnoidea (405, 47†)
  - Portunoidea (455, 200†)
  - Potamoidea (662, 8†)
  - Pseudothelphusoidea (276)
  - Pseudozioidea (22, 6†)
  - Retroplumoidea (10, 27†)
  - Trapezioidea (58, 10†)
  - Trichodactyloidea (50)
  - Xanthoidea (736, 134†)
  - Підсекція Thoracotremata
  - Cryptochiroidea (46)
  - Grapsoidea (493, 28†)
  - Ocypodoidea (304, 14†)
  - Pinnotheroidea (304, 13†)

## Зображення крабів

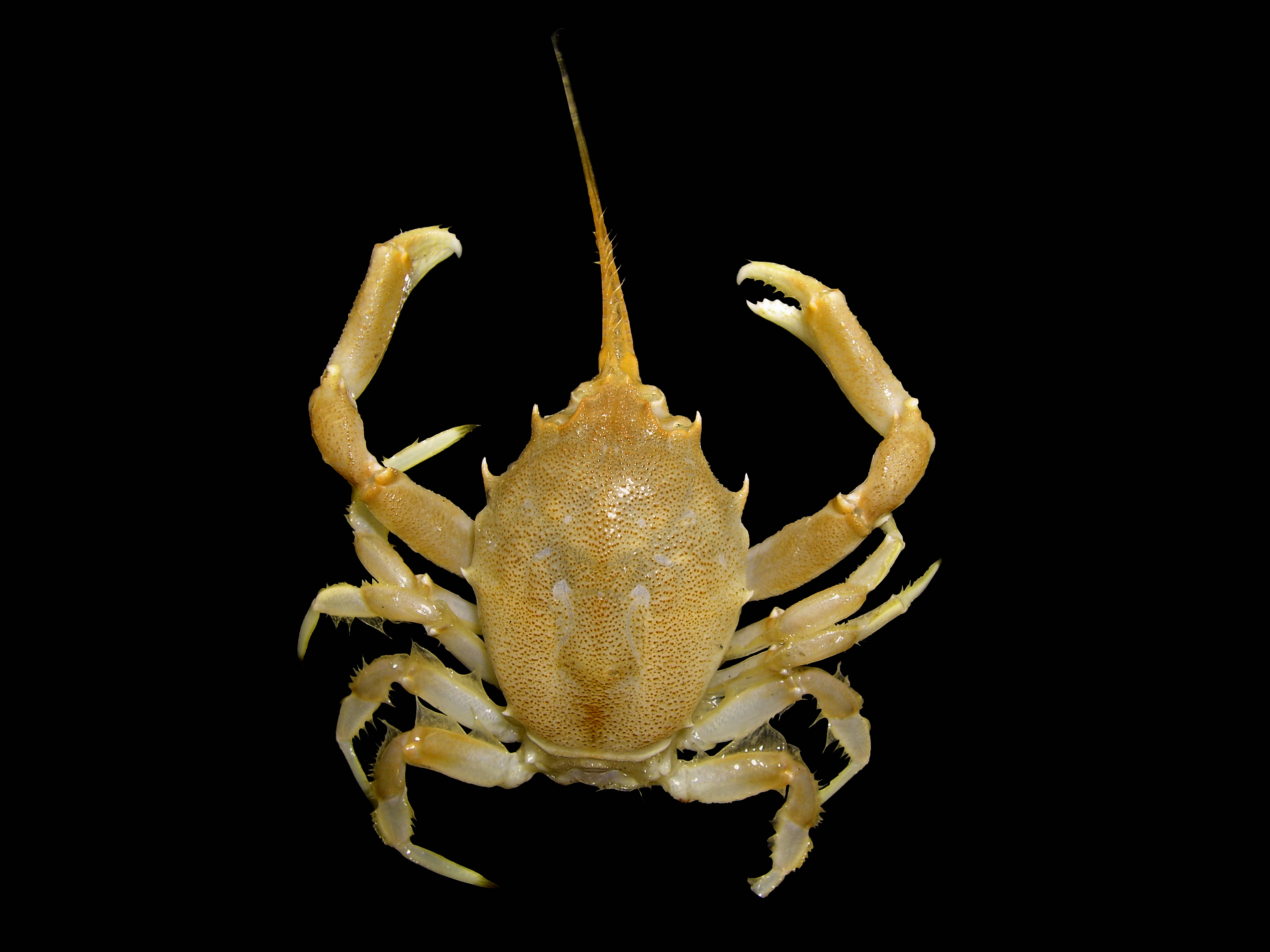
Corystes cassivelaunus
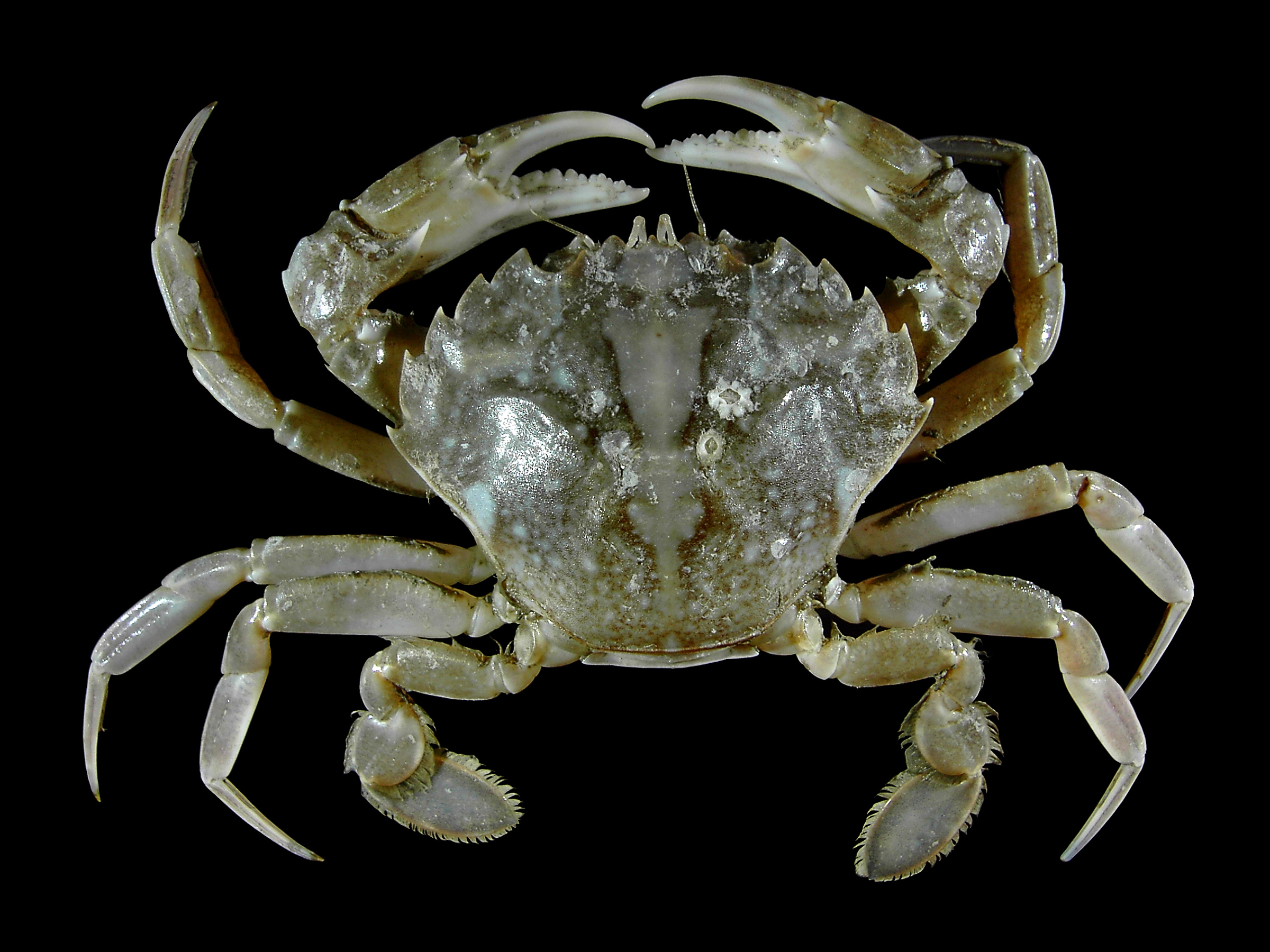
Liocarcinus vernalis
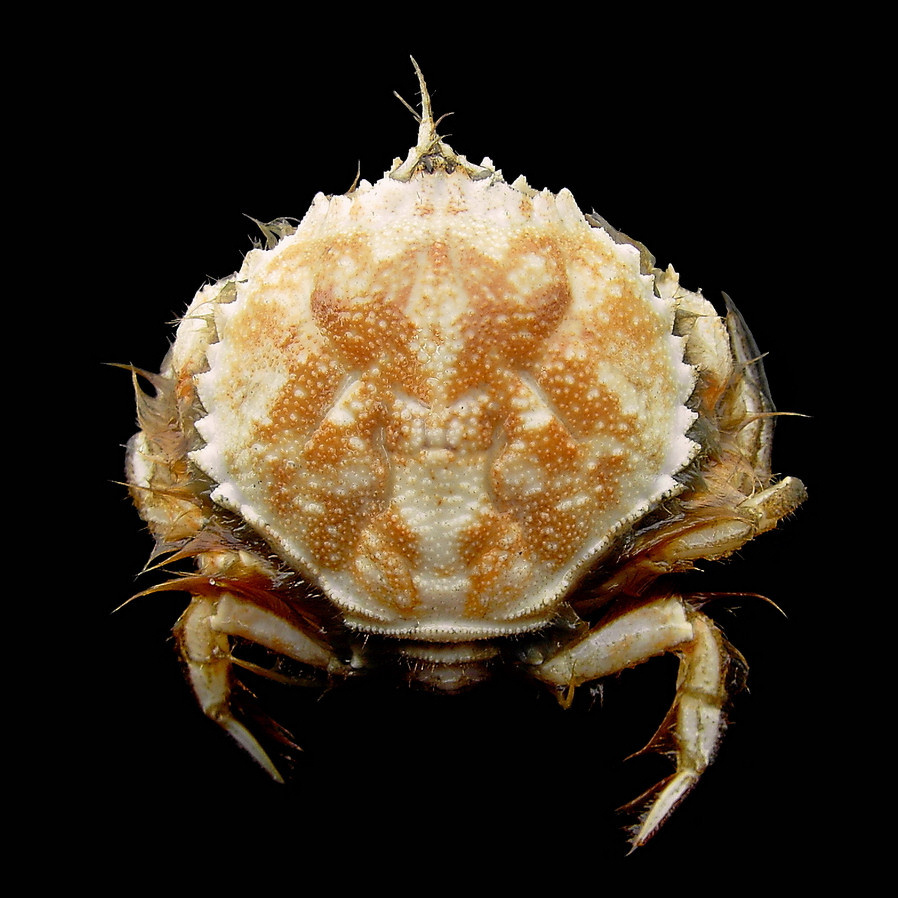
Atelecyclus rotundatus
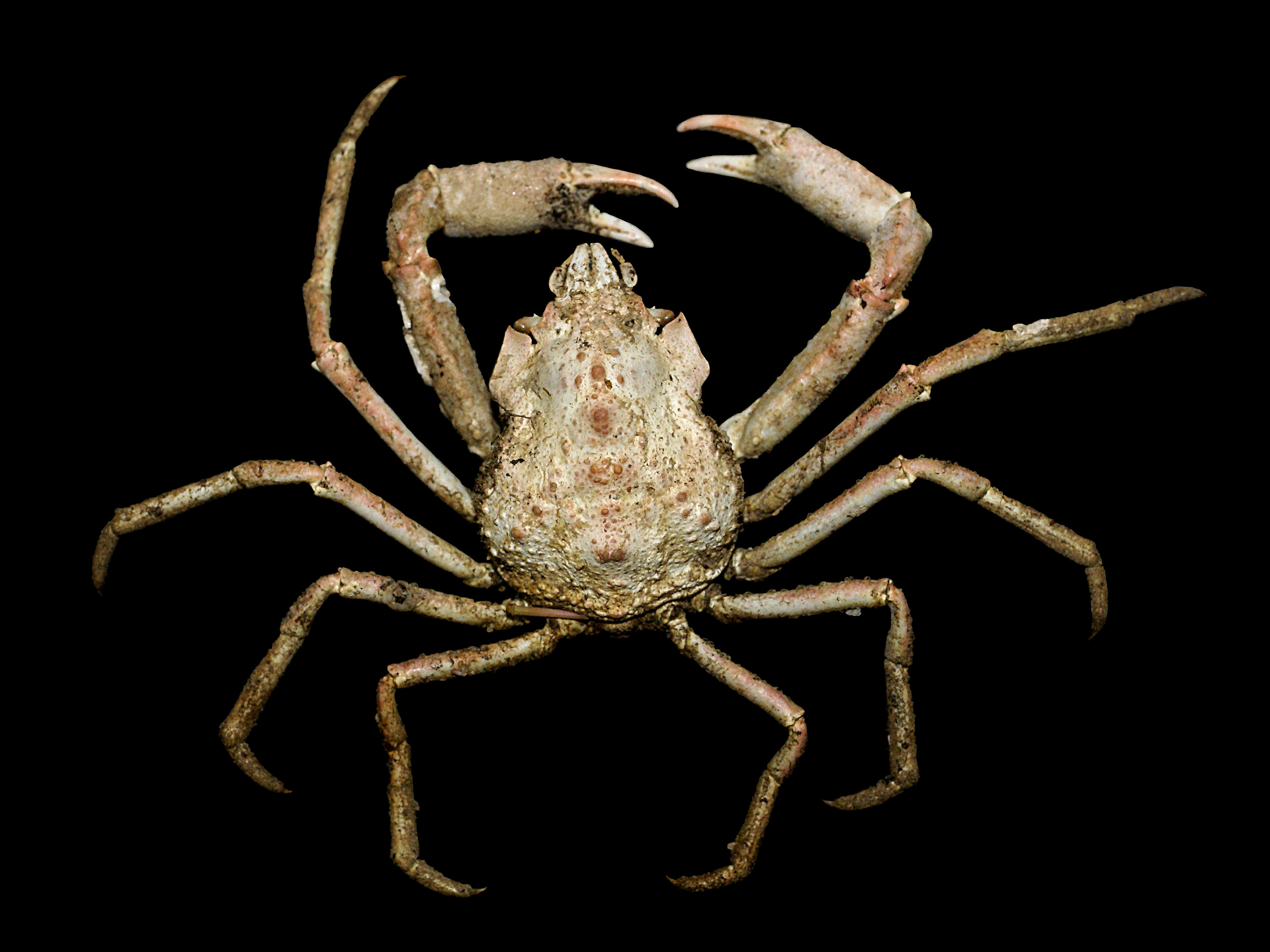
Hyas coarctatus
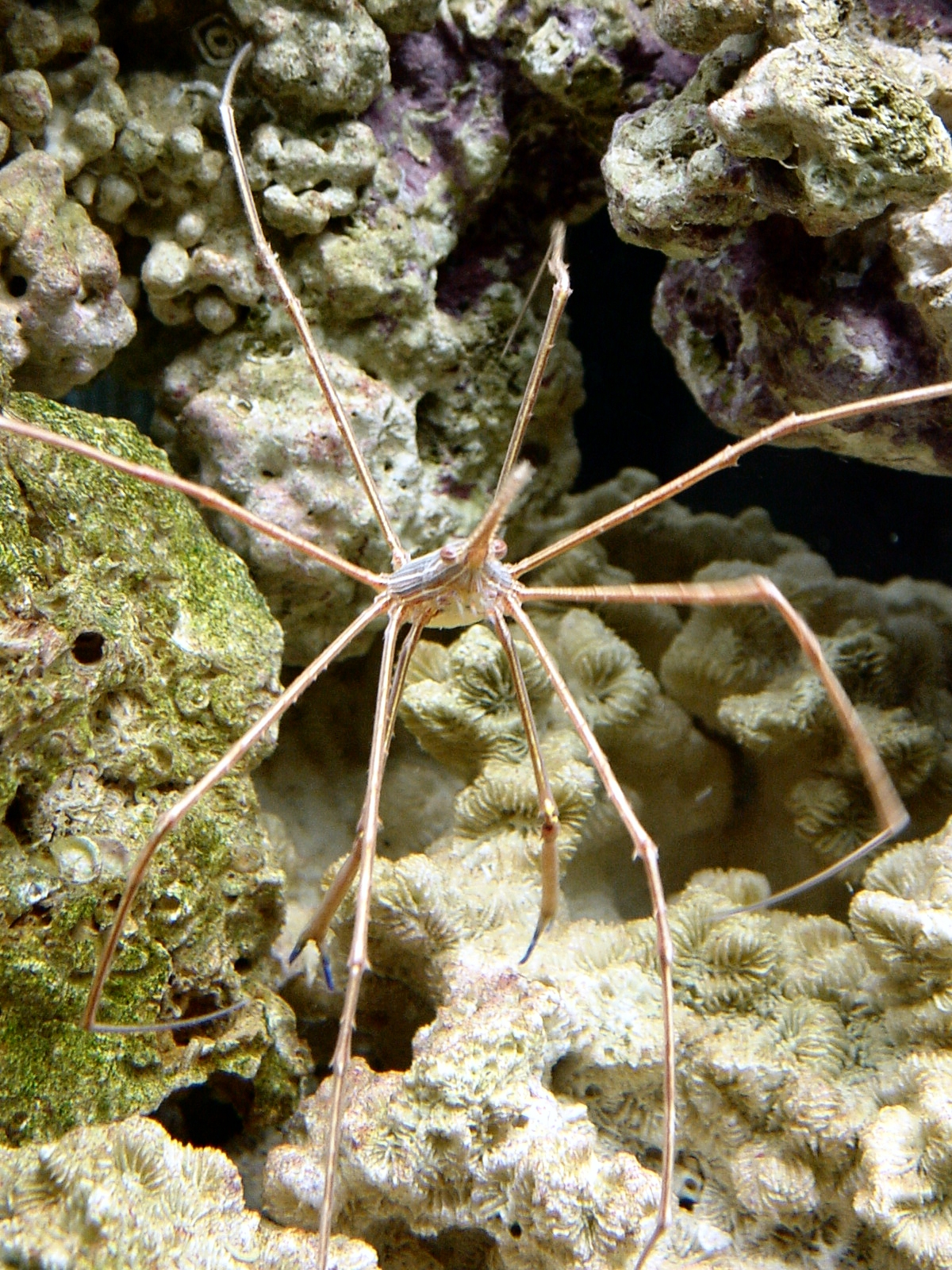
Stenorhynchus seticornis
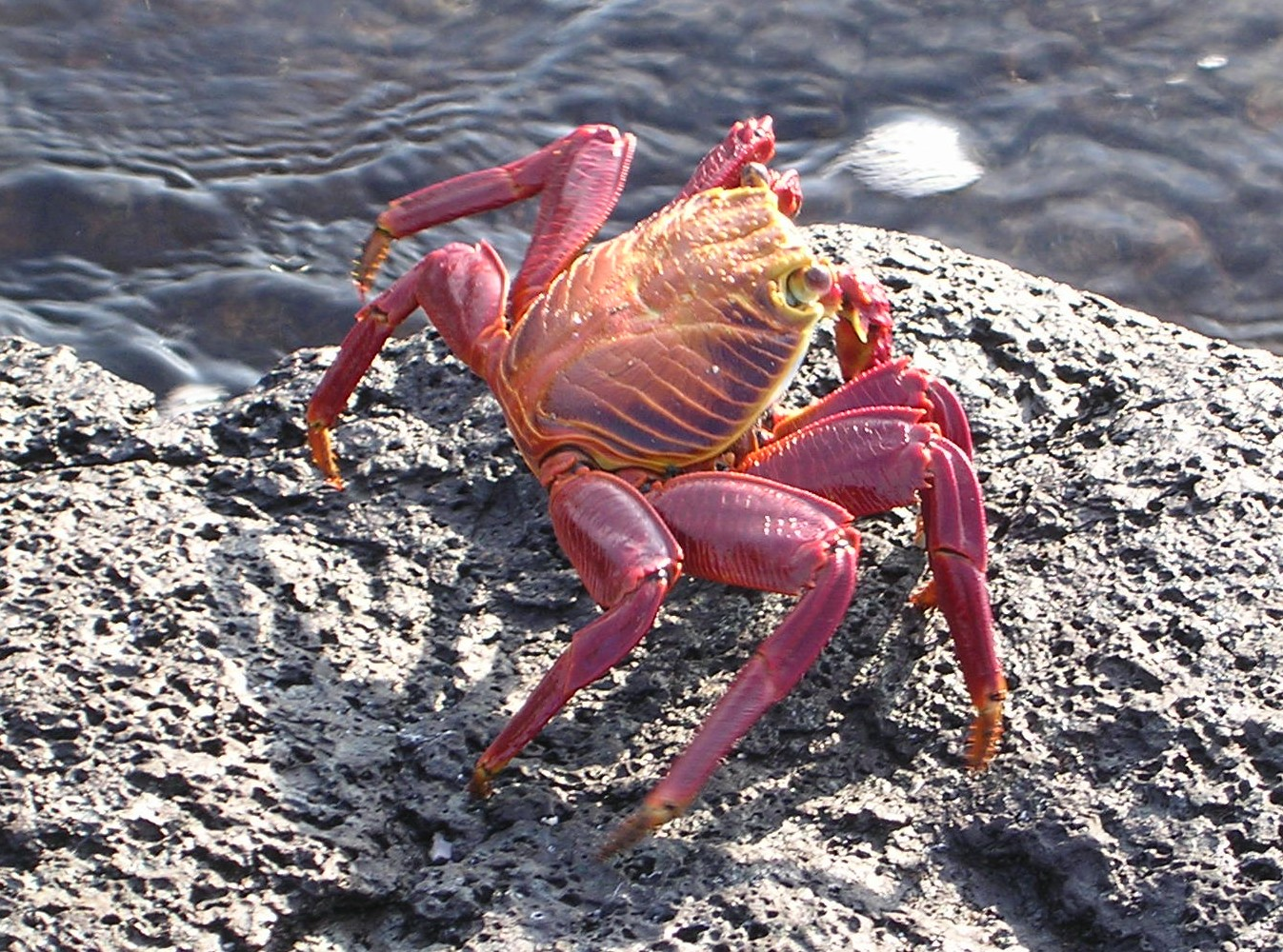
Grapsus grapsus
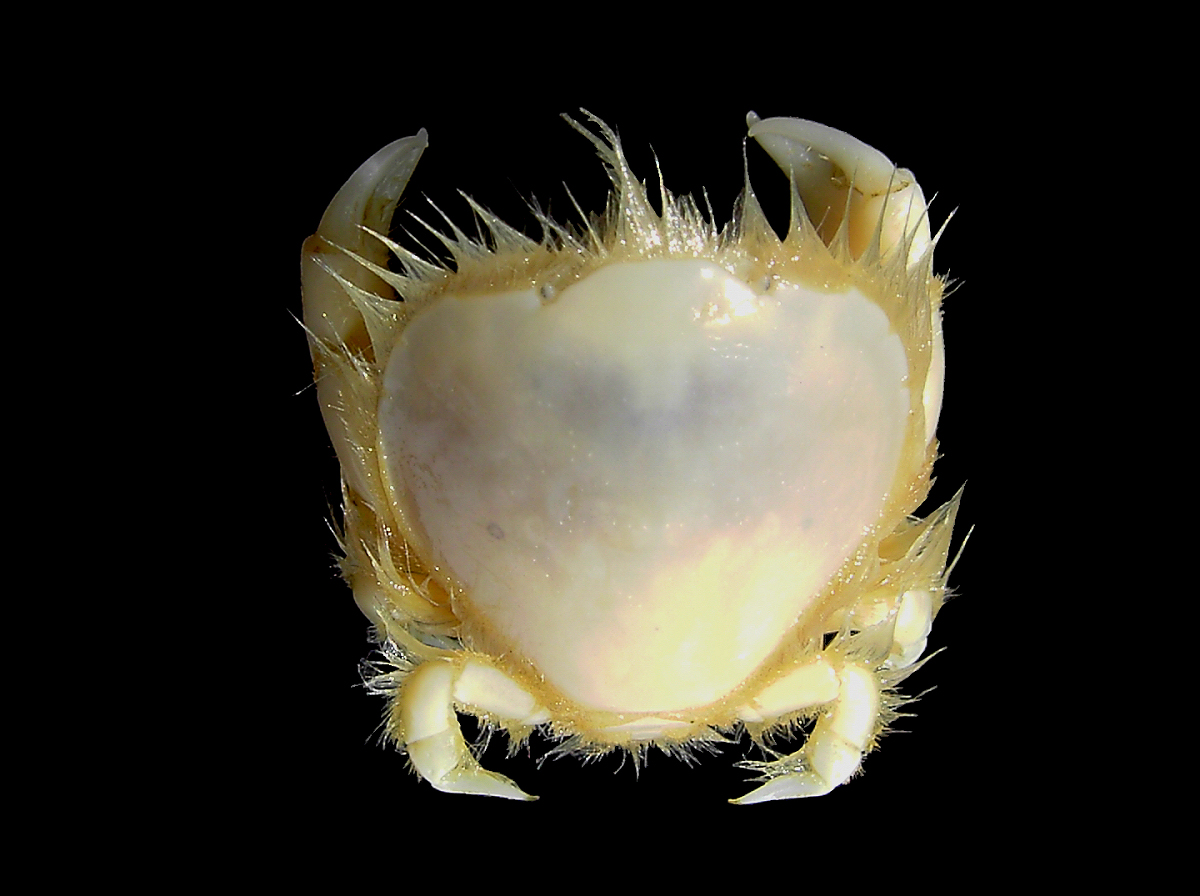
Thia scutellata
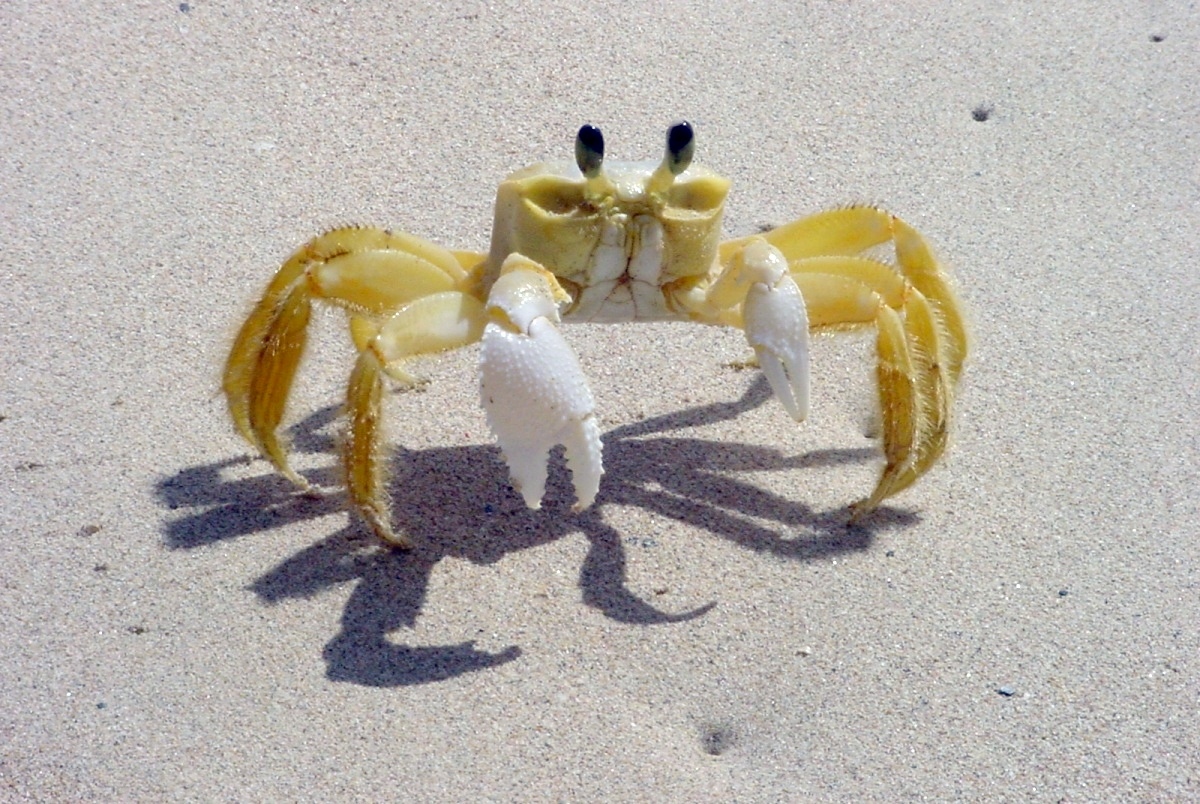
Ocypode quadrata
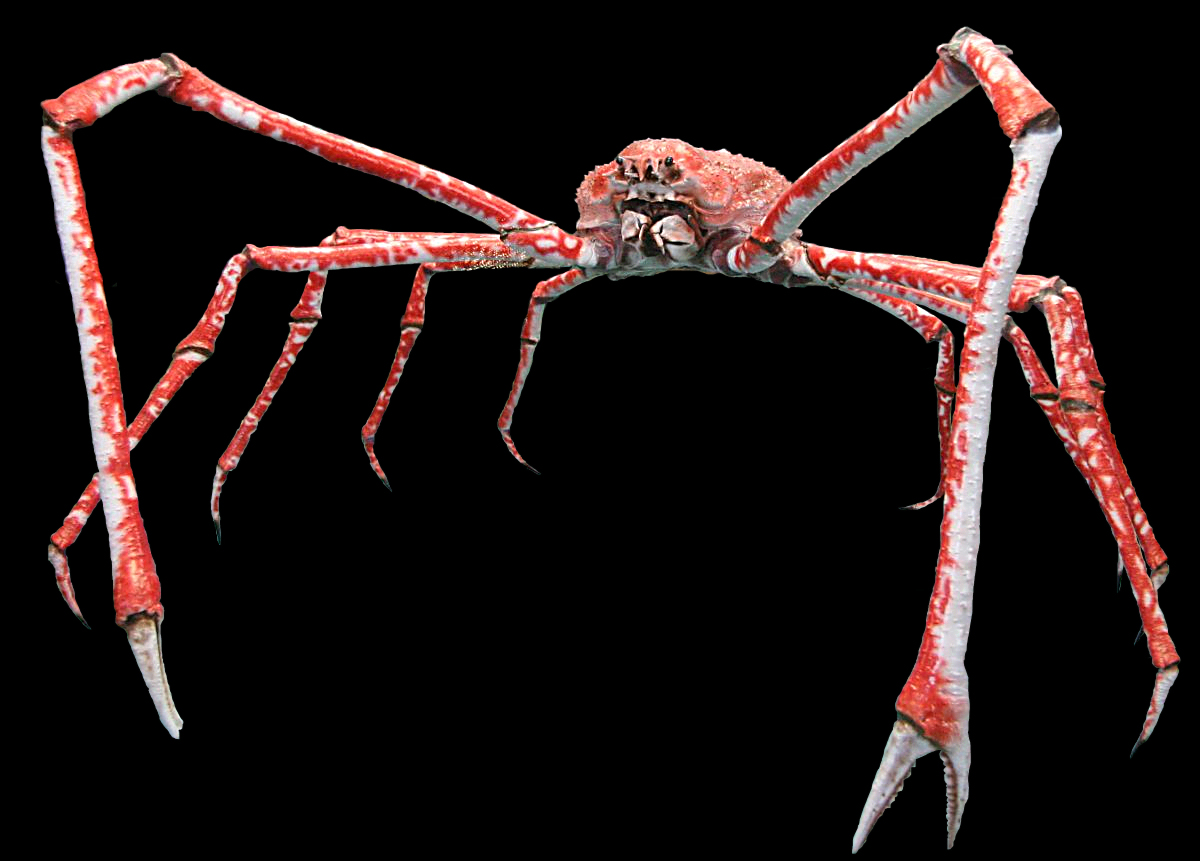
Японський краб-павук Macrocheira kaempferi
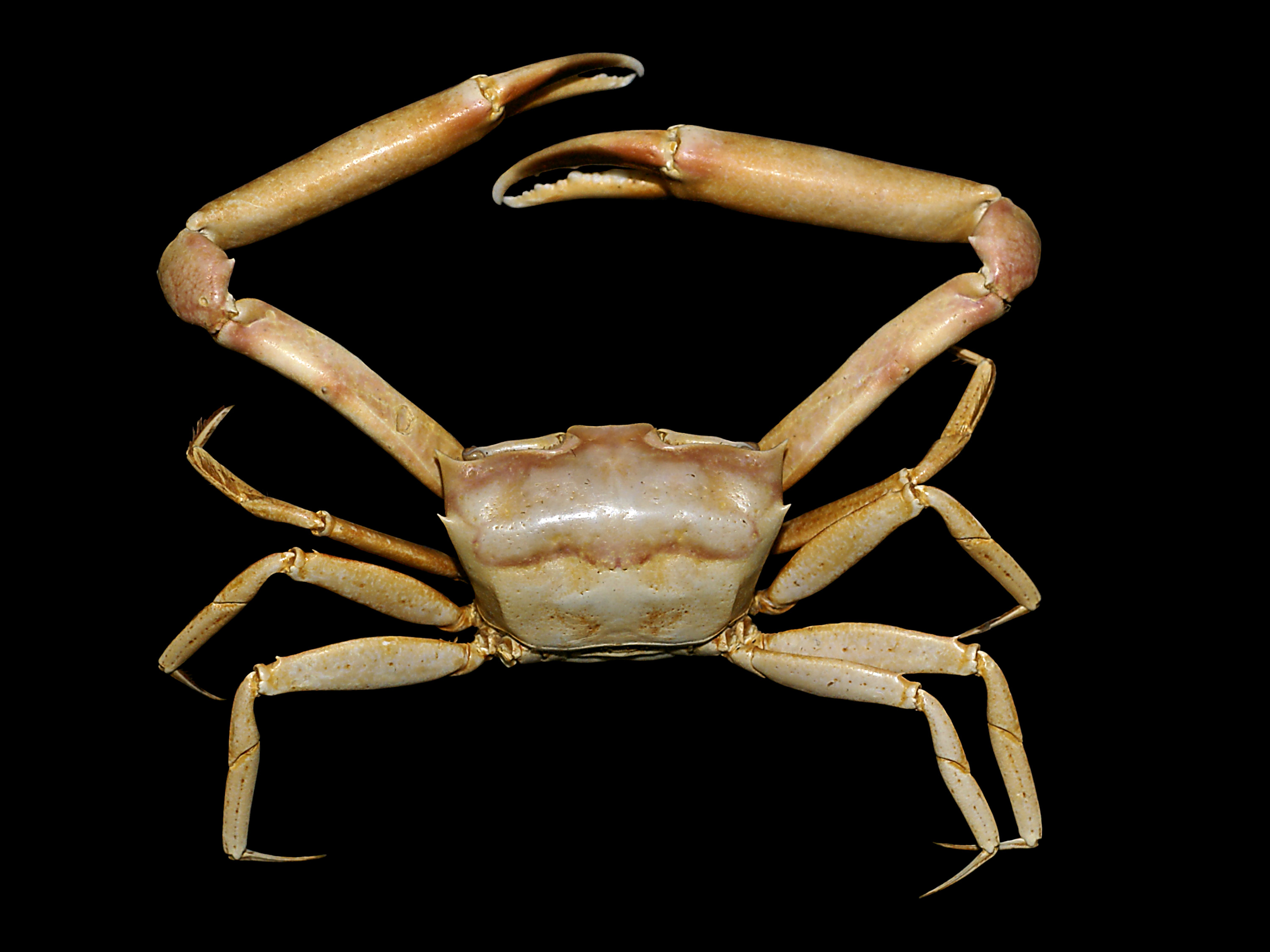
Goneplax rhomboides
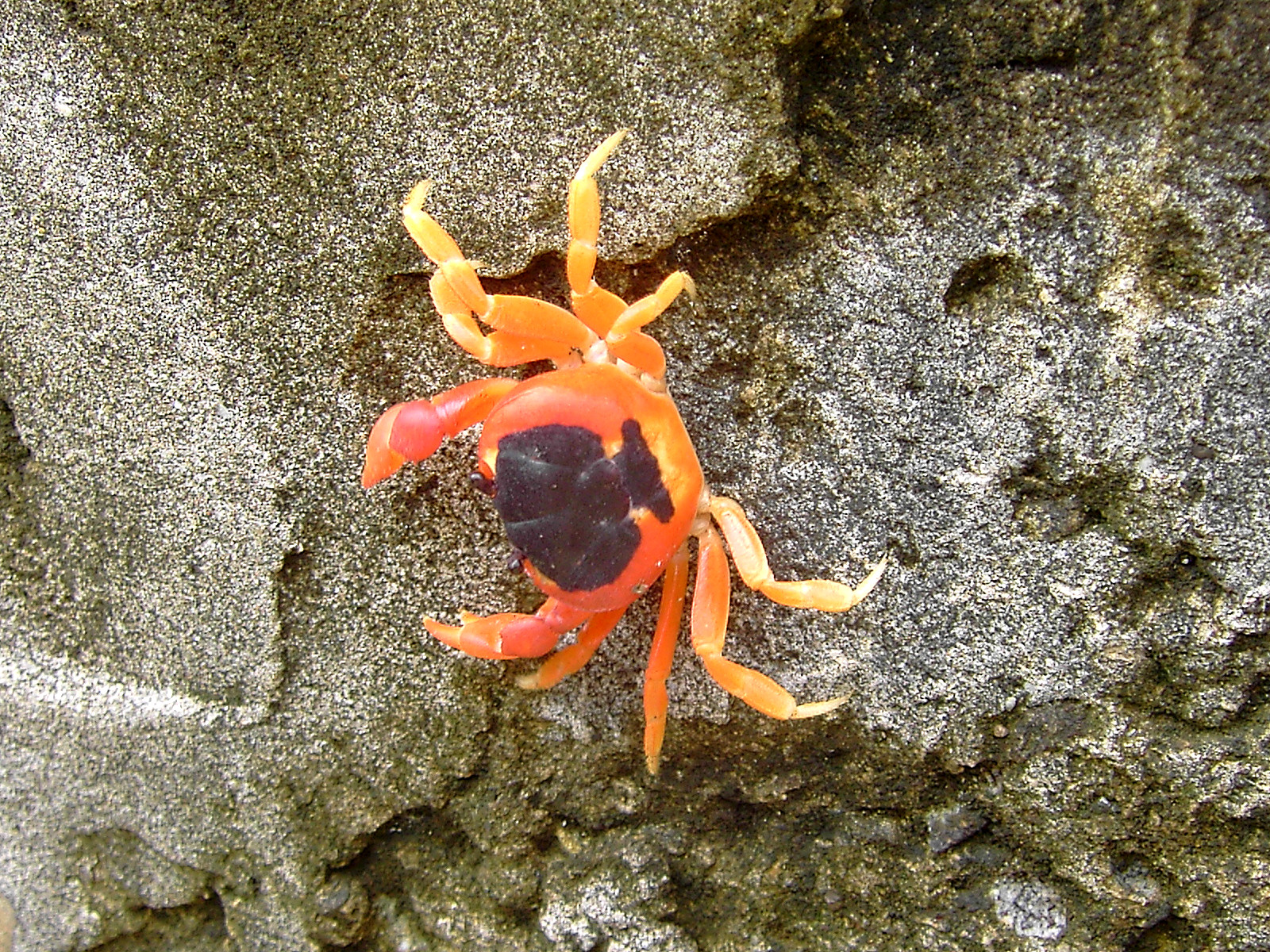
Сухопутний краб Gecarcinus lateralis
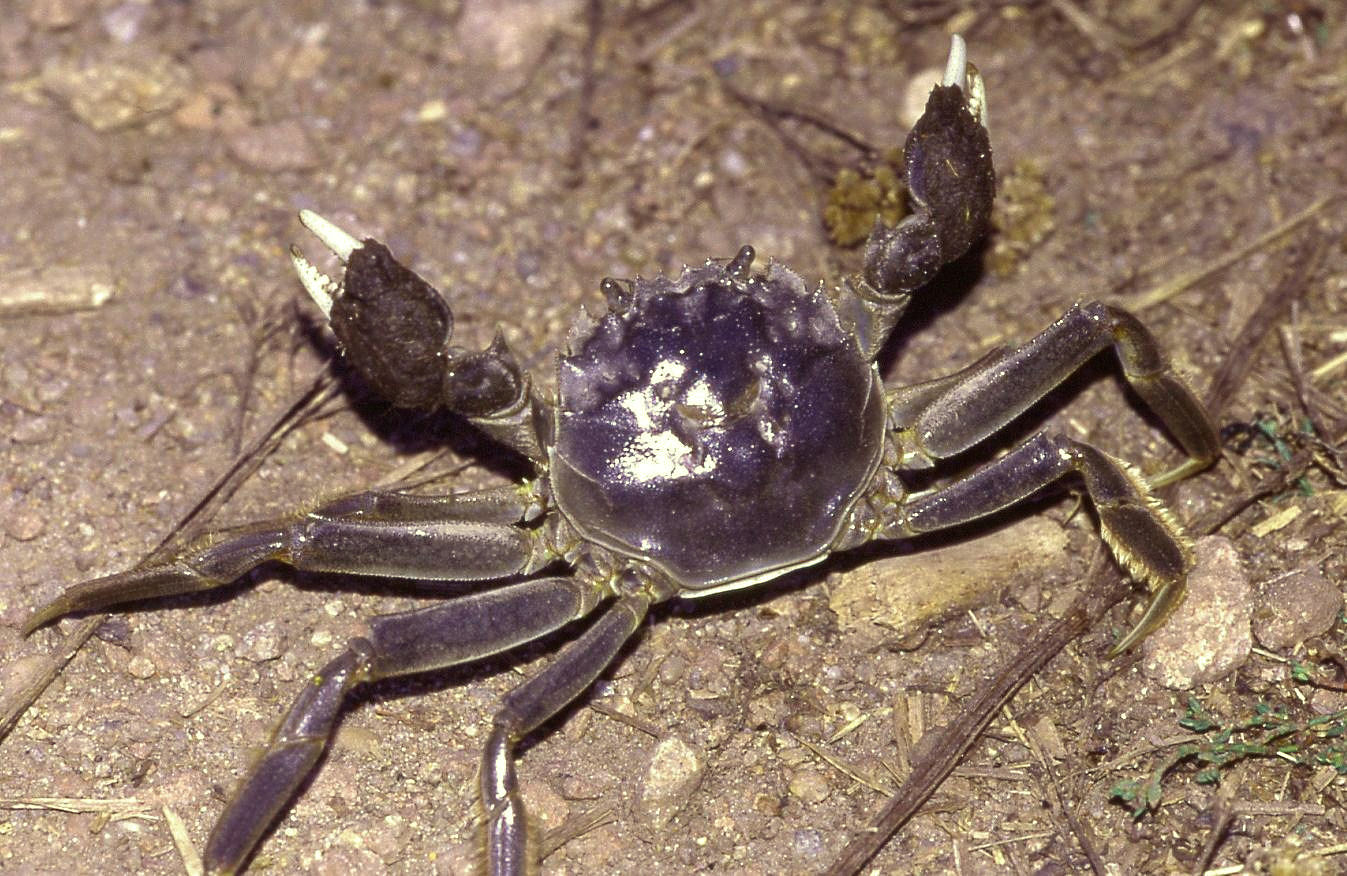
Eriocheir sinensis
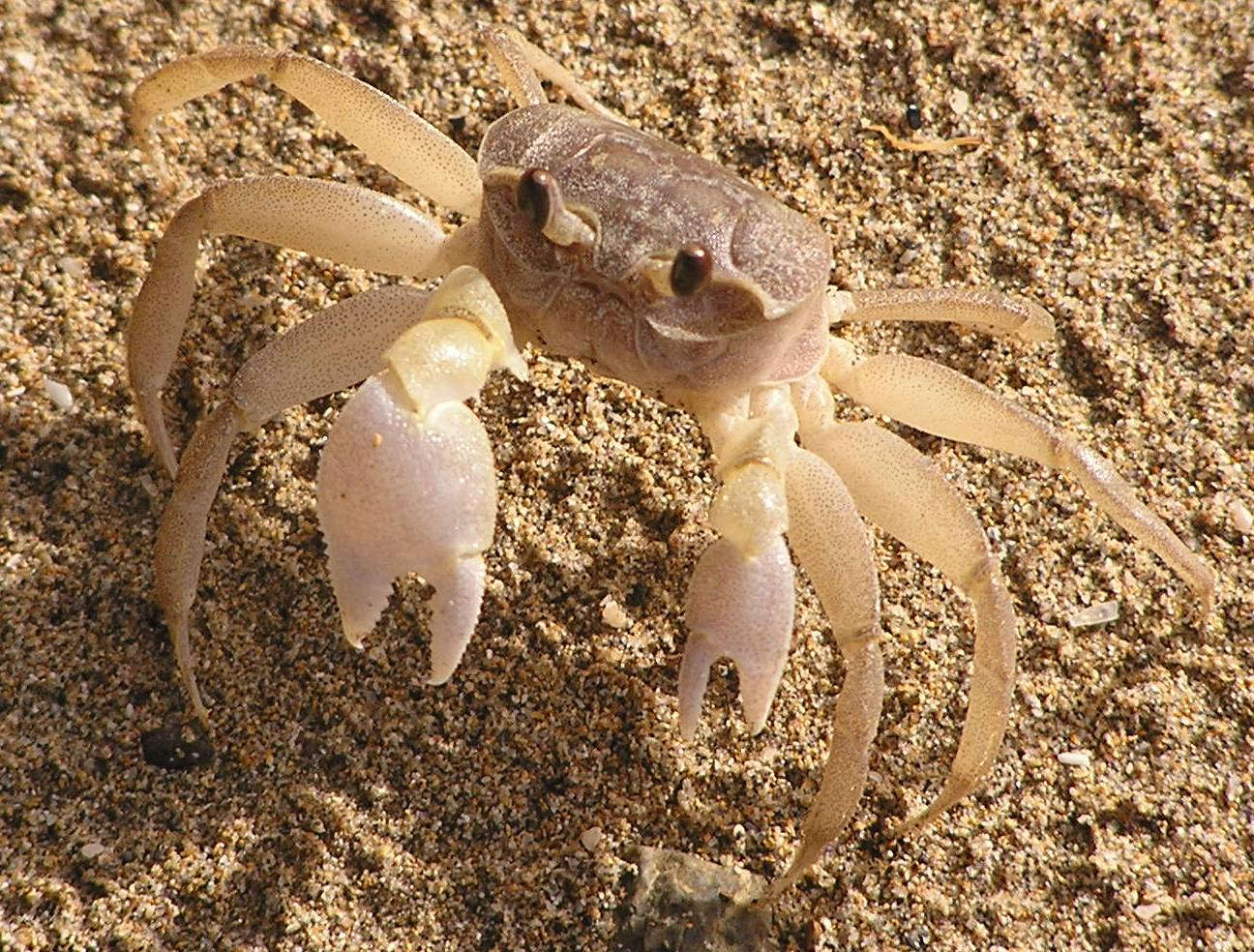
Ocypode cordimana
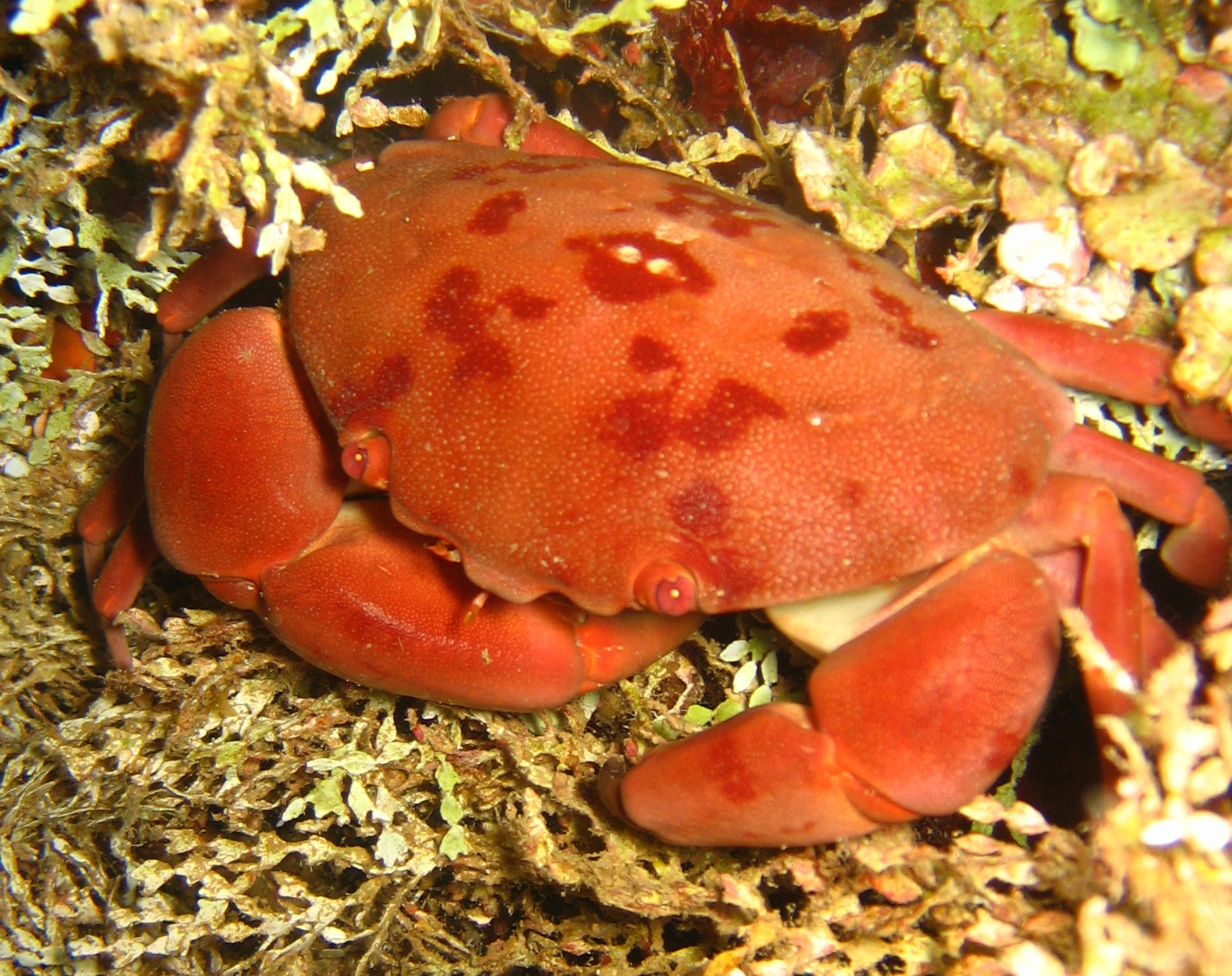
Atergatis subdentatus

## Краб в культурі

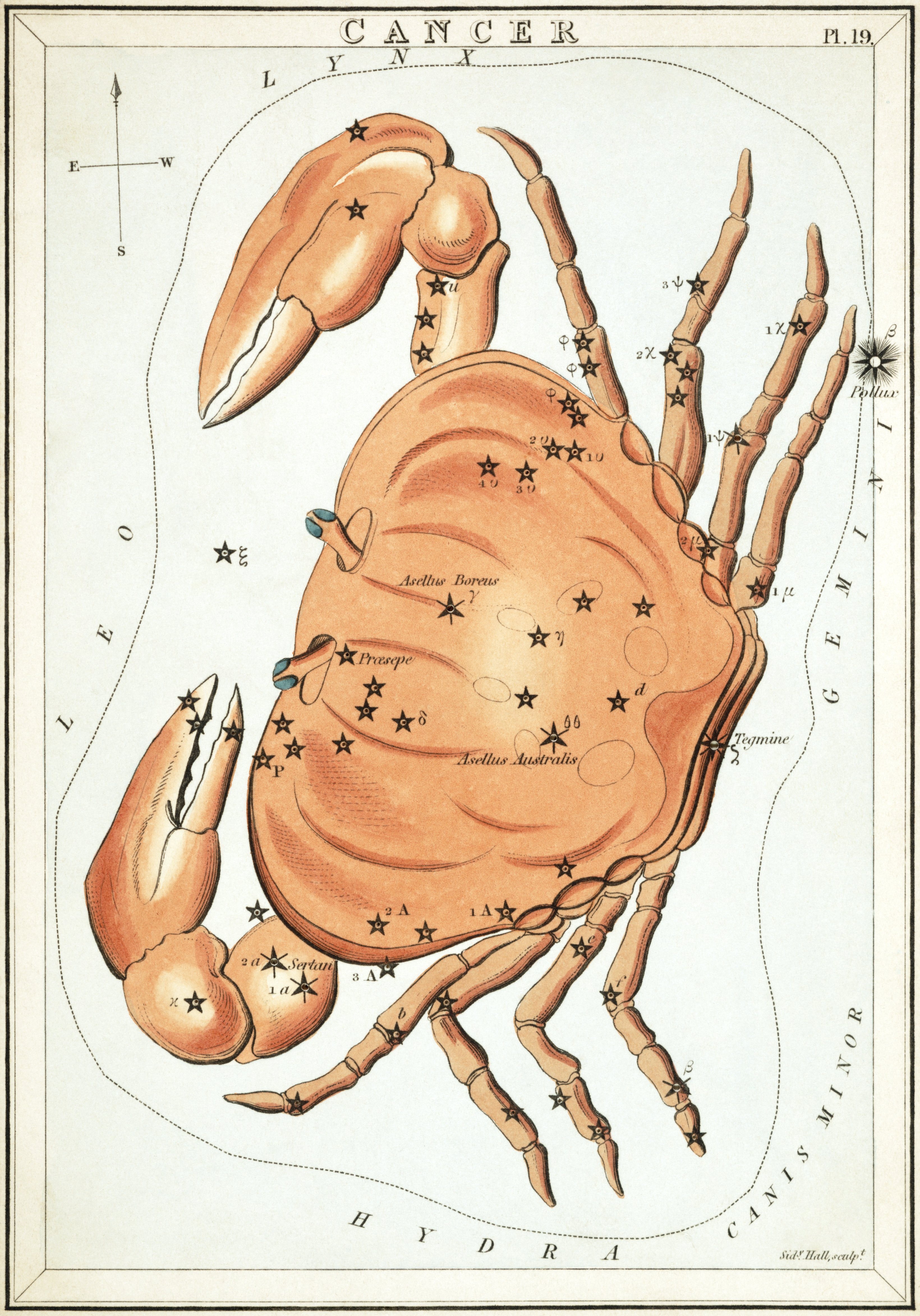
Сузір'я Рак із «Дзеркала Уранії», набору тематичних карток опублікованого у Лондоні, бл. 1825

- В західноєвропейській традиції сузір'я Рака та відповідний зодіакальний знак пов'язують з крабом.
- Крабоподібна туманність — назва туманності М1, що знаходиться в сузір'ї Тельця.
- У давньогрецькій міфології Каркінос — величезний краб (або рак), якого Гера послала на допомогу Лернейській гідрі під час битви з Гераклом.
- У малайській міфології океанічні припливи пов'язують з рухом води туди й назад з місця, яке називають пупом морів (Пусат Тасек). У пупі морів мешкає гігантський краб, який двічи на день вилазить зі свого лігва щоб поїсти.
- Зображення краба часто зустрічаються у мистецтві доколумбової південно-американської культури Моче.
- Народ камве, що мешкає у центральній Африці, використовує поведінку крабів для передбачення майбутнього.
- Крабій канон — музичний твір, у якому одночасно звучать два голоси, причому другий голос являє собою перший голос виконаний у зворотному порядку. Назва таких канонів пов'язана з тим, що краби можуть ходити задом на перед.
- Краб — персонаж казки Редьярда Кіплінга «Краб, що грав з морем».
- Менталітет краба — поведінка, яку можна описати фразою «якщо я не можу мати це, то і тобі не дозволю».